# WWE 유니버셜 챔피언십
WWE 유니버셜 챔피언십(WWE Universal Championship)은 WWE에 속한 타이틀 중 하나였다. 

## 역사

#### 탄생
WWE 유니버셜 챔피언십의 역사는 2016년 7월 19일 5년만에 진행된 브랜드 확장 이후 WWE 챔피언십이 스맥다운으로 넘어가면서 새롭게 생겼다. 
2016 섬머슬램에서 디자인이 공개되자 많은 팬들이 디자인이 구리다고 야유를 퍼부었다. 섬머슬램에서 세스 롤린스와 핀 베일러의 대결에서 핀 베일러가 승리하면서 초대 챔피언이 됐지만
8월 22일 진행되었던 WWE 러에서 핀 베일러의 부상으로 인해 챔피언 벨트를 반납하게 되었다.

## 역대 타이틀 명칭
| 타이틀 명칭           | 연도                             |
| --------------------- | -------------------------------- |
| WWE 유니버셜 챔피언십 | 2016년 7월 25일 ~ 2024년 4월 7일 |

## 기록들
- 초대 챔피언 : 핀 벨러
- 마지막 챔피언 : 로만 레인즈
- 최장수 챔피언 : 로만 레인즈 (1316일)
- 최단 기간 챔피언 : 핀 벨러 (1일)
- 최다 챔피언 : 브록 레스너 (3회)
- 최중량급 챔피언 : 브론 스트로우맨 (175kg)
- 최경량급 챔피언 : 핀 벨러 (86kg)
- 최고령 챔피언 : 골드버그 (53세 62일)
- 최연소 챔피언 : 케빈 오웬스 (32세 114일)

## 역대 챔피언
- 핀 벨러 (초대 챔피언)
- 케빈 오웬스
- 골드버그
- 브록 레스너
- 로만 레인즈 (마지막 챔피언)
- 세스 롤린스
- 브레이 와이어트
- 브론 스트로우맨

## 같이 보기
- 트리플 크라운 챔피언십
- 그랜드 슬램 챔피언십
- WWE 챔피언십
- 월드 헤비웨이트 챔피언십 (WWE, 2023)
- 월드 헤비웨이트 챔피언십 (WWE, 2002~2013)
- WWE NXT 챔피언십
- WCW 월드 헤비웨이트 챔피언십
- AEW 월드 챔피언십
- ECW 월드 헤비웨이트 챔피언십
- TNA 월드 챔피언십
- RoH 월드 헤비웨이트 챔피언십
- GFW 글로벌 챔피언십